# 松永孝之
松永 孝之（まつなが たかゆき、1986年 - ）は、日本の漫画家。福岡県飯塚市出身。

## 経歴
名古屋学芸大学メディア造形学部デザイン学科視覚伝達デザインコース卒業。かつては、あらゐけいいちのアシスタントを務めていた。
「スズメノコロシアム」で第3回 角川漫画新人賞 準大賞を受賞し、『月刊少年エース』（角川書店）2010年12月号の読切「スズメノコロシアム」でデビュー。

## 作品リスト
オリジナル
- スズメノコロシアム（月刊少年エース 2010年12月号）
- スラムレコード（月刊少年エース 2011年4月号、2011年6月号、2011年9月号）
- ネクロダンサー（角川ニコニコエース 2011年8.9合併号～2012年19号ニコニコエースコミック総選挙1位を獲得後、2012年56号まで連載）
- LIttLE13（リトルサーティーン）（ComicWalker 2014年7月30日～2015年11月まで連載）
- たった一人の君と七十億の死神（原作:ツカサ、少年マガジンR 2017年6号〜2019年4月号まで連載）

コミカライズ
- ソロ神官のVRMMO冒険記 〜どこから見ても狂戦士です本当にありがとうございました〜（原作：原初、水曜日はまったりダッシュエックスコミック 2020年8月6日～連載中）